# Гейтс, Рик
Ричард В. Гейтс III (англ. Richard W. Gates IIIRichard W. Gates III, род. 1971 или 1972) — американский политический консультант и лоббист. Давний деловой партнер Пола Манафорта. Занимал должность заместителя Манафорта, когда тот работал менеджером избирательного штаба во время президентской кампании Дональда Трампа 2016 года. Ему и Манафорту в октябре 2017 предъявлены обвинения, связанные с их работой консультантами политических деятелей на Украине.

## Ранние годы и образование
Год Гейтс — сын Ричард В. Гейтса младшего, отставного подполковника армии США, который является основателем и главным исполнительным директором Gates Group International, компании по управлению и информационным технологиям, которая базируется в Принс-Джордж (штат Вирджиния). В детстве Гейтс жил на многих базах армии США, как внутри страны, так и за рубежом. В 1994 году окончил колледж Уильяма и Мэри со степенью в области управления. Позже он получил степень магистра в области государственной политики в Университете Джорджа Вашингтона.

## Карьера
В начале своей карьеры Гейтс проходил стажировку в Вашингтоне в консалтинговой фирме Black, Manafort, Stone and Kelly (BMSK). Там он работал с лоббистом республиканцев Риком Дэвисом, в итоге 2006 года начав работать на него и Манафорта в новой консалтинговой фирме Davis Manafort, с офисом в Киеве (Украина). Среди клиентов Гейтса были такие люди, как президент Украины Виктор Янукович и российский олигарх Олег Дерипаска, взяв на себя эту работу, когда Дэвис покинул фирму в 2008 году для работы в президентской кампании Джона Маккейна. Вместе, они сыграли важную роль в организации встречи между Маккейном и Дерипаской в 2006 году.
В июне 2016 года Дональд Трамп нанял Манафорта руководить своей предвыборной кампанией на пост президента, и Гейтс последовал за своим деловым партнером. Гейтс проделывал ежедневные мероприятия кампании. Он взял на себя ответственность за явный плагиат в речи Мелании Трамп на Национальном съезде республиканцев в 2016. Гейтс остался продолжать кампанию после того, как Манафорта отстранили, а затем перешел работать сборщиком средств для Национального комитета республиканцев и Инаугурационного Комитета Дональда Трампа. Затем он помог создать в поддержку Трампа некоммерческую группу под названием «America First Policies», но его исключили из организации в связи с причастностью к зарубежным фирмам Манафорта.

## Обвинение и арест
27 октября 2017 года Большое федеральное жюри предъявило Гейтсу и Манафорту обвинения в рамках Специального прокурорского расследования под руководством Роберта Мюллера относительно российского вмешательства в американские выборы в 2016 году и связанные с этим вопросы. Этих двух мужчин обвинили по двенадцати пунктам в сговоре против Соединенных Штатов, лжесвидетельстве, отмывании денег в размере «десятков миллионов долларов», и отсутствии регистрации в качестве иностранных агентов Украины, как того требует Закон о регистрации иностранных агентов. Обвинения касаются только их работы консультантами на пользу пророссийского правительства на Украине и не имеют никакого отношения к предвыборной кампании Трампа.
Манафорт и Гейтс сдались ФБР 30 октября 2017 года, и в судебном заседании подали заявление о непризнании себя виновными. В ожидании суда Манафорта и Гейтса выпущены под залог в 10 и 5 миллионов долларов США соответственно. Прокуратура квалифицировала их как способных на побег, им пришлось сдать свои паспорта, после чего они были помещены под домашний арест.